# شغفتي (خوي)
شغفتي هي قرية في مقاطعة خوي، إيران. يقدر عدد سكانها بـ 269 نسمة بحسب إحصاء 2016.